# Christopher Wood (pittore)
John Christopher Wood (Knowsley, 7 aprile 1901 – Salisbury, 21 agosto 1930) è stato un pittore britannico.

## Biografia
Christopher Wood nacque a Knowsley, figlio di Lucius e Clare Wood. Ricevette la sua prima educazione al Marlborough College e successivamente studiò per un breve periodo architettura e medicina all'Università di Liverpool. Presso l'ateneo conobbe l'artista Augustus John, che ne riconobbe e incoraggiò il talento. Nel 1920 Wood fu invitato a Parigi da Alphonse Kahn e l'anno successivo cominciò a studiare all'Académie Julian. Nella capitale francese Wood ebbe modo di entrare in contatto con diverse figure di spicco del mondo dell'arte e della cultura, tra cui Picasso, Jean Cocteau, Georges Auric e Sergej Pavlovič Djagilev. I primi anni venti non furono dedicati solo alla propria formazione artistica, ma anche ai viaggi: tra il 1922 e il 1924 Wood viaggiò spesso in Europa e nel Nord Africa.
Nel 1926 gli furono commissionate la scenografie per il balletto di Constant Lambert Romeo e Giulietta, prodotto dai Balletti russi di Djagilev. Nello stesso anno divenne membro del London Group e della Seven and Five Society; sempre nel 1926 conobbe Ben e Winifred Nicholson, che lo aiutarono e sostennero nella prima fase della sua carriera. Nel 1927 i Nicholson esposero le proprie opere insieme a quelle di Wood alla Beaux Arts Gallery, mentre l'anno successivo i tre si recarono nel Cumberland e in Cornovaglia per dipingere all'aria aperta. Così come Ben Nicholson, anche Wood era un ammiratore di Alfred Wallis, il cui primitivismo influenzò lo stile di Wood. Nel 1929 e nel 1930 l'artista realizzò pregevoli dipinti a soggetti marini realizzati in Bretagna, alcuni dei quali furono esposti a una mostra presso la Tooth's Gallery di Londra nell'aprile 1929; in questa occasione un'opera di Wood fu acquistata da Lucy Wetheim, che divenne una delle più importanti ammiratrici e mecenati dell'artista.
Nel maggio del 1930 le opere di Wood furono esposte alla Georges Bernheim Gallery di Parigi, ma la mostra si rivelà un grande insuccesso. L'artista allora trascorse i mesi estivi in Bretagna e ad organizzare con la Wood una nuova mostra prevista in ottobre presso la Wertheim Gallery di Londra. La delusione causata dall'insuccesso della mostra parigina e lo stress dovuto alla preparazione di quella parigina portarono Wood ad un crollo psicotico. Il 21 agosto 1930, dopo aver pranzato con la madre e la sorella, si suicidò gettandosi sotto un treno alla stazione ferroviaria di Salisbury.

### Vita privata
Christopher "Kit" Wood era bisessuale. La sua prima relazione importante, iniziata nel 1921, fu con José Antonio Gandarillas Huici, un diplomatico cileno sposato e di quattordici anni più anziano dell'artista. La loro relazione sarebbe durata tutta la vita, nonostante lo stato civile di Gandarillas e le numerose liaison di Wood con uomini e donne. Nel 1927 Wood aveva pianificato di scappare e sposarsi con l'ereditiera Meraud Guinness, ma la famiglia della ricca giovane sventò il piano. L'anno successivo ebbe una relazione con Frosca Munster, un'immigrata russa.